# UNITER 2014
Ediția a XXII-a a Premiilor UNITER a avut loc în 28 aprilie 2014, la Palatul Culturii din Târgu Mureș.

## Echipa
Organizatori: UNITER, TVR
Juriu nominalizări

Criticii de teatru:
- Andreea Dumitru
- Sebastian-vlad Popa
- Ionuț Sociu

Juriu
- Puiu Antemir – scenograf
- Alice Georgescu – critic de teatru
- Sanda Manu – regizor
- Virginia Mirea – actriță
- Ion Parhon – critic de teatru

## Nominalizări și câștigători

### Cel mai bun spectacol
- Victor sau copiii la putere de Roger Vitrac, regia Silviu Purcărete, Teatrul Maghiar de Stat din Cluj
- Hamlet de William Shakespeare, regia László Bocsárdi, Teatrul Áron Tamási⁠(d) Sfântu-Gheorghe
- Maestrul și Margareta, după Mihail Bulgakov, regia Zoltán Balász, coproducție Teatrul Național „Radu Stanca” din Sibiu și Teatrul Maladype Budapesta

### Cel mai bun regizor
- László Bocsárdi pentru spectacolul Hamlet,  Teatrul „Tamási Áron” Sfântu-Gheorghe
- Zoltán Balázs pentru spectacolul Maestrul și Margareta, Teatrul Național „Radu Stanca” Sibiu
- Silviu Purcărete pentru spectacolul Victor sau Copiii la putere, Teatrul Maghiar de Stat Cluj

### Cel mai bun actor în rol principal
- Cornel Răileanu pentru rolul Personajul din spectacolul Ce nemaipomenită aiureală, Teatrul Național din Cluj
- László Mátray pentru rolul titular din spectacolul Hamlet, Teatrul „Tamási Áron” Sfântu-Gheorghe
- Marius Turdeanu pentru rolul Maestrul din spectacolul Maestrul și Margareta, Teatrul Național „Radu Stanca” Sibiu

### Cea mai bună actriță în rol principal
- Alexandra Fasolă pentru rolul titular din spectacolul Yentl, Teatrul Evreiesc de Stat din București
- Mariana Mihu pentru rolul Woland din spectacolul Maestrul și Margareta, Teatrul Național „Radu Stanca” Sibiu
- Rodica Negrea pentru rolul titular din spectacolul Mutter Courage, Teatrul Mic, București

### Cel mai bun actor în rol secundar
- Valer Dellakeza pentru rolul Tót din spectacolul Familia Tót, Teatrul Național Marin Sorescu Craiova
- Zsolt Bogdán pentru rolul Charles Paumelle din spectacolul Victor sau Copiii la putere, Teatrul Maghiar de Stat Cluj
- Tibor Pálffy pentru rolul Claudius din spectacolul Hamlet, Teatrul „Tamási Áron”, Sfântu Gheorghe

### Cea mai bună actriță în rol secundar
- Nicoleta Hâncu pentru rolul Elmire, soția lui Orgon din spectacolul Tartuffe, Teatrul Metropolis București
- Csilla Albert pentru rolul Esther din spectacolul Victor sau Copiii la putere, Teatrul Maghiar de Stat Cluj
- Romanița Ionescu pentru rolurile Mara, Mama Marei, Psiholog și Prezentator TV din spectacolul Profu’ de religie de Mihaela Michailov, Teatrul Național „Marin Sorescu” Craiova

### Cea mai bună scenografie
- József Bartha  pentru scenografia spectacolului Hamlet, Teatrul „Tamási Áron” Sfântu-Gheorghe
- Dragoș Buhagiar pentru scenografia spectacolului Ce nemaipomenită aiureală, Teatrul Național Cluj
- Velica Panduru și Zoltán Balász pentru scenografia spectacolului Maestrul și Margareta, Teatrul Național „Radu Stanca” Sibiu

### Cel mai bun spectacol de teatru radiofonic
- Ștergarul cu cocoș și Beregata de oțel de Mihail Bulgakov, dramatizarea radiofonică și regia artistică Diana Mihailopol, producție SRR
- Anița Nandriș-Cudla –  Amintiri din viațã – Anița Nandriș-Cudla – 20 de ani în Siberia, regia artistică Petru Hadârcă, producție SRR
- Belvedere de Ana Maria Bamberger, adaptarea radiofonică și regia artistică Cezarina Udrescu, producție SRR

### Cel mai bun spectacol de teatru TV
- Hedda Gabler, regia artistică Dominic Dembinski, producție TVR
- Efectul Genovese, regia artistică Jon Gostin, producție TVR
- O noapte furtunoasă, regia artistică Mihai Manolescu, producție TVR

### Debut
- Lucia Mărneanu și Leta Popescu pentru spectacolul Parallel, coproducție GroundFloor Group și ColectivA, Cluj-Napoca
- Delu Lucaci pentru rolul Agnes din spectacolul Prăpădul, Teatrul Național „Vasile Alecsandri” din Iași
- Erwin Șimșensohn pentru regia spectacolului Yentl, Teatrul Evreiesc de Stat București

### Premiul pentru critică de teatru
- Mircea Morariu
- Cristina Modreanu
- Iulia Popovici

## Premiile Senatului UNITER

### Premiul de Excelență
- Victor Rebengiuc

### Premiul pentru întreaga activitate
- Actor: Petru Ciubotaru
- Actriță: Virginia Itta Marcu
- Regizor: Mihai Măniuțiu
- Scenografie: Anca Pâslaru
- Critică și Istorie Teatrală: Zeno Fodor

### Premiul președintelui UNITER
- Eusebiu Ștefănescu „pentru contribuția sa la frumoasa rostire a poeziei”.

### Premii speciale
- Premiul special jurnalistei și traducătoarei Raluca Rădulescu, „pentru contribuția la redimensionarea într-un discurs contemporan a unei cărți fundamentale pentru practica și teoria teatrală”: K S Stanislavski — Munca actorului cu sine însuși.

### Premiul special pentru teatru-dans
- Andrea Gavriliu și Ștefan Lupu pentru Zic-Zac, spectacol de teatru-dans de Andreea Gavriliu rezemată de Ștefan Lupu.

### Premiul special pentru teatru-document
- Gianina Cărbunariu, pentru spectacolul-studiu Tipografic majuscul, coproducție dramAcum și Festivalul Internațional de Teatru de la Nitra, Slovacia, în parteneriat cu Teatrul Odeon.

### Premiul Mecena
- Carmen Palade Adamescu, Președinte, Unirea Shopping Center

### Premiul British Council (premiu găzduit) pentru inovație artistică
- Mihaela Păun, director al Centrului Cultural al Municipiului Bucuresti – ARCUB, pentru management cultural.

### Cea mai bună piesă românească a anului 2013
Concurs organizat de UNITER sub egida Casei Regale a României
- În trafic de Alina Nelega

Juriul concursului de dramaturgie „Cea mai bună piesă românească a anului” a fost compus din criticii de teatru Marina Constantinescu, Adriana Popescu și Marian Popescu.

## Nominalizările Senatului UNITER
Au mai fost propuși:
- Stelian Stancu, de la Teatrul Gulliver Galați „pentru consecvența, constanța în promovarea genului și pentru organizarea celui mai longeviv festival din țară dedicat teatrului de păpuși”.

- Șerban Ursachi (muzică de teatru originală)

- Maria Mierlut (artist păpușar)

- Constantin Brehnescu (artist păpușar)

- Hogea Tomiță pentru cele 5 volume Despre arta păpușarilor români. Dialoguri cu maeștrii scenei, ultimul volum apărut în anul 2013.

- Spectacolul Poezia visului, pe versuri de Emil Botta în interpretarea lui Lari Giorgescu – „gest esențial și discret al unui creator legendar: Miriam Răducanu” (producție Unteatru).